# کولارمله
کولارمله (به ایتالیایی: Collarmele) یک کومونه در ایتالیا است که در استان لاکویلا واقع شده‌است.

## خصوصیات
کولارمله ۲۳٫۷۱ کیلومترمربع مساحت و ۱٬۰۰۵ نفر جمعیت دارد و ۸۳۵ متر بالاتر از سطح دریا واقع شده‌است.